# Structure de traits
Dans les grammaires syntagmatiques, telles que HPSG ou les grammaires lexicales-fonctionnelles, une structure de traits est essentiellement un ensemble de paires attribut-valeur. Par exemple, l'attribut nombre peut avoir la valeur singulier. La valeur d'un attribut peut être atomique, par exemple le symbole singulier, ou complexe (le plus souvent une structure de traits, mais également une liste ou un ensemble). Les traits relèvent souvent d'informations morpho-syntaxiques, mais des traits sémantiques sont parfois utilisés, notamment les rôles sémantiques. 
Une structure de traits peut être représentée sous la forme d'un graphe orienté acyclique (DAG), avec les nœuds correspondant aux valeurs et les arêtes aux attributs. Les opérations définies sur les structures de traits, par exemple l'unification, sont largement utilisées dans les grammaires syntagmatiques. Dans la plupart des théories (par exemple HPSG), les opérations sont définies à proprement parler sur des équations décrivant des structures de traits, et non sur des structures de traits elles-mêmes, bien que ces dernières soient généralement utilisées dans des représentations informelles. 
La plupart du temps, les structures de traits sont représentées comme ceci : 
{\displaystyle {\begin{bmatrix}{\mbox{catégorie}}&syntagme\ nominal\\{\mbox{accord}}&{\begin{bmatrix}{\mbox{nombre}}&singulier\\{\mbox{personne}}&troisi{\grave {e}}me\end{bmatrix}}\end{bmatrix}}}
Dans cet exemple, il y a deux traits : catégorie et accord. Catégorie a la valeur syntagme nominal alors que la valeur d'accord est indiquée par une autre structure de traits, ayant nombre et personne valant singulier et troisième respectivement. 
Cette notation particulière est appelée matrice attribut-valeur (ou AVM, de l'anglais : attribute value matrix). 
La matrice comporte deux colonnes, une pour les noms des traits et l'autre pour les valeurs. En ce sens, une structure de traits est une liste de paires clé-valeur. Cela conduit à une autre notation pour les structures de traits : l'utilisation d'arbres. En fait, certains systèmes (tels que PATR-II) utilisent des S-expressions pour représenter des structures de traits. 